# Lee Tai-young
Lee Tai-young (Pukjin, Corea del Norte, 10 de agosto de 1914 - Seúl, 16 de diciembre de 1998), también conocida como Yi T'ai Yǒng, fue la primera abogada de Corea. También fue la fundadora del primer centro de asistencia legal del país. Luchó por los derechos de las mujeres durante toda su carrera. A menudo decía: Ninguna sociedad puede o podrá prosperar sin la cooperación de las mujeres.

## Biografía
Lee Tai-young nació el 10 de agosto de 1914 en Pukjin, condado de Unsan, en lo que ahora es Corea del Norte. Ella era metodista de tercera generación. Su padre trabajaba en minas de oro donde murió en un accidente siendo Lee muy pequeña; su madre se llamaba Kim Heung-Won. La mayoría de los padres de las niñas les enseñaban cómo trabajar, pero sus padres pensaban que las niñas necesitaban estudiar, por lo que fue a la escuela con otros niños. Su abuelo materno fundó la Iglesia Metodista en la ciudad natal de Lee. Después de completar la escuela en Pukjin, estudió en la escuela secundaria para niñas Chung Eui en Pyongyang. 
Asistió a la Universidad de Mujeres Ewha y se graduó con una licenciatura en economía doméstica antes de casarse con el ministro metodista, Yil Hyung Chyung (que había estudiado en Estados Unidos), en 1936. Su marido era sospechoso de ser un espía de los Estados Unidos en la década de 1940 y fue encarcelado como "antijaponés". Más tarde se convirtió en el ministro de Asuntos Exteriores de la República de Corea. Tuvo  tres hijas y un hijo.
Inicialmente, cuando llegó a Seúl para estudiar en la Universidad de Mujeres Ewha, su deseo era convertirse en abogada. Sin embargo, su marido fue encarcelado por sedición en la década de 1940 por el gobierno colonial japonés. Lee tuvo que trabajar como maestra de escuela, cantante de radio, costurera y lavandera para mantener a su familia. Después de la guerra, continuó sus estudios. En 1946, se convirtió en la primera mujer en ingresar en la Universidad Nacional de Seúl, obteniendo su título de abogada tres años después. En 1952, fue la primera mujer en aprobar el Examen Nacional de la Magistratura. Después de la guerra de Corea, en 1957 sacó un máster con una tesis sobre el divorcio y abrió el Centro de Asesoría Legal para Mujeres, que brindaba servicios a mujeres pobres.
Desde 1963 a 1971, fue la decana de la Universidad de Ewha, donde llevó a cabo cambios importantes en el plan de estudios como un programa de educación legal clínica para las alumnas, donde se tenía en cuenta el trabajo de campo.
Lee y su esposo participaron en la Declaración de Myongdong de 1976, que pedía el retorno de las libertades civiles a los ciudadanos coreanos. Considerada enemiga del presidente Park Chung-hee por sus opiniones políticas, fue arrestada e inhabilitada para ejercer la abogacía durante diez años. 
El Centro de Ayuda Legal de Corea para Relaciones Familiares, que ella creó, atendió a más de 10.000 personas cada año.
Falleció el 16 de diciembre de 1998.

## Obras
Escribió 15 libros sobre temas relacionados con las mujeres y su primer libro publicado en 1957 se tituló  Divorce System in Korea (Sistema de divorcio en Corea). En 1972, publicó Common sense in Law for Women (Sentido común en Derecho de la Mujer). Sus otros libros notables son The Woman of North Korea and Born a Woman. Tradujo el libro de Eleanor Roosevelt On My Own al idioma coreano. Publicó sus memorias en 1984 bajo el título Dipping the Han River out with a Gourd.

## Premios y reconocimientos[8]
- 1975, la Fundación Ramón Magsaysay Award le otorgó el Premio Ramón Magsaysay (también conocido como Premio Asiático de la Paz) por Liderazgo Comunitario con la mención "por un servicio efectivo a la causa de la igualdad de derechos judiciales para la liberación de las mujeres coreanas".
- 1978  el premio internacional de asistencia jurídica de la Asociación Internacional de Asistencia Jurídica.
- 1981 el doctorado honoris causa en Derecho por la  Universidad de Madison, Nueva Jersey.
- 1984 el Premio Mundial de la Paz Metodista.